# Contre-la-montre masculin aux championnats du monde de cyclisme sur route 1994
Navigation
1995
Le contre-la-montre masculin des championnats du monde de cyclisme sur route 1994 a lieu le 25 août 1994 à Catane, en Sicile.
C'est la première fois que cette épreuve fait partie du programme des championnats du monde sur route. Elle est dite « open », c'est-à-dire ouverte aux coureurs professionnels et amateurs. Le parcours de 42 km est plat.
La course au titre de champion du monde est annoncée comme un duel entre le Britannique Chris Boardman et le Russe Evgueni Berzin. Spécialiste du contre-la-montre, Boardman a durant cette année gagné notamment le prologue du Tour de France à une vitesse record de 55,152 km/h. Dix jours avant ce championnat, il a remporté le championnat du monde de poursuite à Palerme. Berzin a notamment remporté au printemps le Tour d'Italie, en s'imposant lors de deux étapes contre-la-montre. Les autres principaux concurrents de ce contre-la-montre sont Melchor Mauri, Abraham Olano, Erik Breukink, Thierry Marie, Alex Zülle, Graeme Obree. Plusieurs spécialistes de ce type de course sont absents, notamment Miguel Indurain, vainqueur un mois auparavant de son quatrième Tour de France, son « dauphin » Tony Rominger et le Français Armand de Las Cuevas.
La plupart des favoris déçoivent lors de cette course et le duel attendu entre Boardman et Berzin n'a pas lieu. Ce dernier est 21e, à plus de quatre minutes de Boardman, qui s'impose en 49 minutes 34 secondes. L'Italien Andrea Chiurato et l'Allemand Jan Ullrich, encore amateur, complètent le podium de manière inattendue,.

## Classement
|    | Coureur               | Pays               |    | Temps           |
| -- | --------------------- | ------------------ | -- | --------------- |
| 1  | Chris Boardman        | Royaume-Uni        | en | 49 min 34 s     |
| 2  | Andrea Chiurato       | Italie             |    | 50 min 22 s     |
| 3  | Jan Ullrich           | Allemagne          |    | 51 min 25 s     |
| 4  | Erik Breukink         | Pays-Bas           |    | 51 min 37 s     |
| 5  | Abraham Olano         | Espagne            |    | 51 min 50 s     |
| 6  | Nico Emonds           | Belgique           |    | 51 min 53 s     |
| 7  | Thierry Marie         | France             |    | 52 min 06 s     |
| 8  | Henk Vogels           | Australie          |    | 52 min 15 s     |
| 9  | Zenon Jaskuła         | Pologne            |    | 52 min 25 s     |
| 10 | Michael Rich          | Allemagne          |    | 52 min 39 s     |
| 11 | Jan Karlsson          | Suède              |    | 52 min 43 s     |
| 12 | Melchor Mauri         | Espagne            |    | 52 min 52 s     |
| 13 | Alex Zülle            | Suisse             |    | 52 min 55 s     |
| 14 | Stephen Hodge         | Australie          |    | 53 min 01 s     |
| 15 | František Trkal       | Tchéquie           |    | 53 min 06 s     |
| 16 | Magnus Åström         | Suède              |    | 53 min 11 s     |
| 17 | Scott Mercier         | États-Unis         |    | 53 min 17 s     |
| 18 | Nico Mattan           | Belgique           |    | 53 min 25 s     |
| 19 | Serhiy Honchar        | Ukraine            |    | 53 min 24 s     |
| 20 | Luca Colombo          | Italie             |    | 53 min 36 s     |
| 21 | Evgueni Berzin        | Russie             |    | 53 min 53 s     |
| 22 | Servais Knaven        | Pays-Bas           |    | 54 min 06 s     |
| 23 | Henrik Jacobsen       | Danemark           |    | 54 min 08 s     |
| 24 | Artūras Kasputis      | Lituanie           |    | 54 min 10 s     |
| 25 | Pavel Padrnos         | Tchéquie           |    | 54 min 12 s     |
| 26 | Eddy Seigneur         | France             |    | 54 min 15 s     |
| 27 | Jan Bo Petersen       | Danemark           |    | 54 min 15 s     |
| 28 | Ruben Pegorin         | Argentine          |    | 54 min 21 s     |
| 29 | Ruslan Ivanov         | Moldavie           |    | 54 min 37 s     |
| 30 | Graeme Obree          | Royaume-Uni        |    | 54 min 54 s     |
| 31 | Roman Jeker           | Suisse             |    | 55 min 10 s     |
| 32 | Miroslav Liptak       | Slovaquie          |    | 55 min 15 s     |
| 33 | Julio César Ortegón   | Colombie           |    | 55 min 16 s     |
| 34 | Bernard Bocian        | Pologne            |    | 55 min 18 s     |
| 35 | Jacques Landry        | Canada             |    | 55 min 20 s     |
| 36 | Philipp Colins        | Irlande            |    | 55 min 24 s     |
| 37 | Miika Hietanen        | Finlande           |    | 55 min 28 s     |
| 38 | Clay Moseley          | États-Unis         |    | 55 min 29 s     |
| 39 | Igor Patenko          | Biélorussie        |    | 55 min 40 s     |
| 40 | Stig Kristiansen      | Norvège            |    | 55 min 46 s     |
| 41 | Sandi Papez           | Slovénie           |    | 55 min 55 s     |
| 42 | Serguei Ljboldine     | Russie             |    | 55 min 57 s     |
| 43 | Gorazd Štangelj       | Slovénie           |    | 56 min 12 s     |
| 44 | Igor Bonciucov        | Moldavie           |    | 56 min 14 s     |
| 45 | Markus Pinggera       | Autriche           |    | 56 min 33 s     |
| 46 | Kari Myyryläinen      | Finlande           |    | 56 min 47 s     |
| 47 | Vladimir Duma         | Ukraine            |    | 57 min 16 s     |
| 48 | Raul Montana          | Colombie           |    | 57 min 46 s     |
| 49 | Gyorgy Imris          | Hongrie            |    | 58 min 12 s     |
| 50 | Dietmar Muller        | Autriche           |    | 58 min 21 s     |
| 51 | AtillaSzabo           | Hongrie            |    | 1 h 00 min 33 s |
| 52 | Samir Kovacevic       | Bosnie-Herzégovine |    | 1 h 00 min 44 s |
| 53 | Christian Koujoumjian | Liban              |    | 1 h 00 min 53 s |
| 54 | Agim Tafili           | Albanie            |    | 1 h 02 min 29 s |
| 55 | Agim Paja             | Albanie            |    | 1 h 02 min 34 s |
| 56 | Refik Ramic           | Bosnie-Herzégovine |    | 1 h 02 min 43 s |
| 57 | Abdelouahed Latrach   | Maroc              |    | 1 h 02 min 52 s |